# Isogona capitalis
Isogona capitalis là một loài bướm đêm trong họ Erebidae.